# Mickey Hart
Mickey Hart (Brooklyn, 1943. szeptember 11. –) Grammy-díjas amerikai ütőhangszeres. A Grateful Dead rockzenekar dobosaként vált ismertté.

## Pályafutása
Hartot mindig is foglalkoztatta az ütős technikák elmélete, története, e hangszereknek a világ minden tájáról származó hagyományai. Utazásai során ezért felkereste a különféle technikák mestereit, felvételeket és hangszereket gyűjtött. Számos könyvet írt a témában. Az 1991-es Planet Drum című albuma, amelyen Vikku Vinayakram és számos más vendégzenész is szerepel, elnyerte a Grammy-díjat „legjobb világzene” kategóriában.
Hart zenét szerzett filmekhez és televíziós műsorokhoz (például az Apokalipszis most című filmhez), valamint olyan jelentős eseményekhez, mint az 1996-os olimpiai játékok.
1994-ben bekerült a Rock and Roll Hírességek Csarnokába a Grateful Dead-del. 1999-ben a Woodstock III-ban játszott. 2000-ben tiszteletbeli doktori címet kapott a Saybrook Graduate School and Research Centertől. 2009-ben Global Drum Projekt című CD-je elnyerte a legjobb kortárs világzenei albumnak járó Grammy-díjat. A Rolling Stone Hartot és zenésztársát, Bill Kreutzmannt a 34. helyre sorolta minden idők 100 legnagyobb dobosa 2016-os listáján.

## Albumok
- Rolling Thunder (1972)
- Diga (1976)
- The Apocalypse Now Sessions (1980)
- Däfos (1983)
- Yamantaka (1983)
- Music to Be Born By (1989)
- At the Edge (1990)
- Planet Drum (1991)
- Mickey Hart's Mystery Box (1996)
- Supralingua (1998)
- Spirit into Sound (1999)
- The Best of Mickey Hart: Over the Edge and Back (2002)
- Global Drum Project (2007)
- Mysterium Tremendum (2012)
- Superorganism (2013)
- RAMU (2017)
- In the Groove (2022)

## Díjak
- 1991: Grammy-díj − Best World Music Album: Planet Drum
- 1994: Rock and Roll Hall of Fame
- 2000: Library of Congress Living Legend

- 2008: Global Drum Project − Best Contemporary World Music Album

## Filmek
- Mickey Hart az IMDb-n

## Fordítás
- Ez a szócikk részben vagy egészben  a   Mickey Hart című német Wikipédia-szócikk ezen változatának fordításán alapul.  Az eredeti cikk szerkesztőit annak laptörténete sorolja fel. Ez a jelzés csupán a megfogalmazás eredetét és a szerzői jogokat jelzi, nem szolgál a cikkben szereplő információk forrásmegjelöléseként.